# Valér Ferenczy

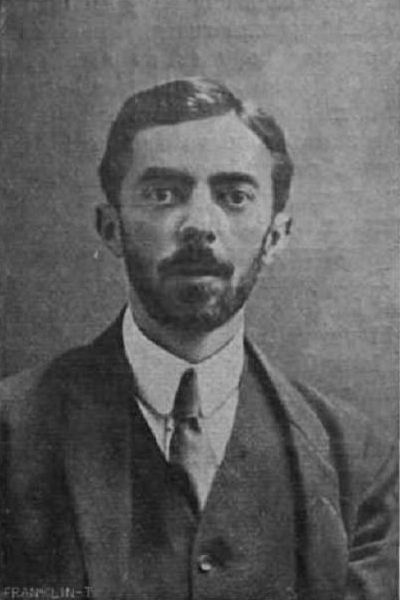
Valér Ferenczy, Foto in der Vasárnapi Újság (1910)

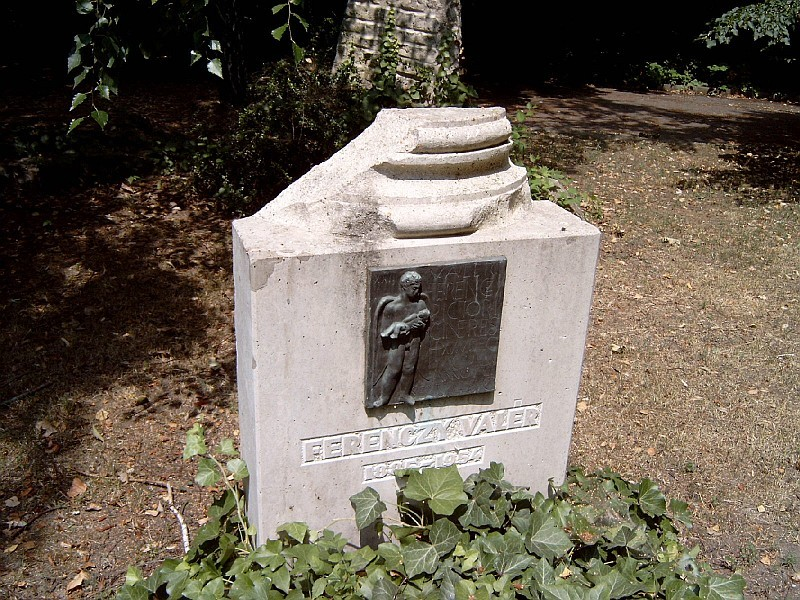
Grab auf dem Kerepesi temető, Grabstein von Béni Ferenczy

Straße in Baia Mare mit bogenförmigem Tor; Öl auf Leinwand

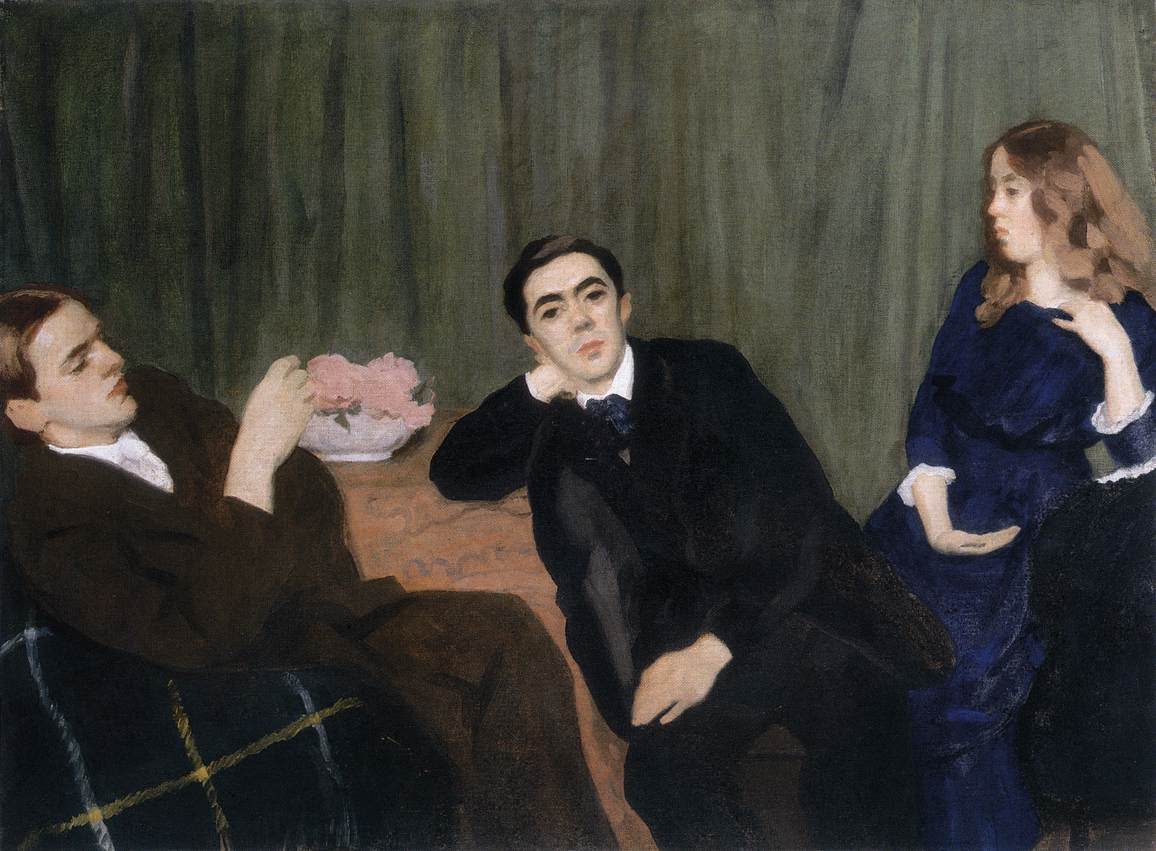
Károly Ferenczy: Noémi Ferenczy, Valér Ferenczy, Béni Ferenczy (1911) [von rechts

Valér Ferenczy (geboren 22. November 1885 in Kremnica, Österreich-Ungarn, jetzt Slowakei; gestorben 23. Dezember 1954 in Budapest) war ein ungarischer Maler und Radierer.

## Leben
Valér Ferenczy war der erste Sohn des Malers Károly Ferenczy und der Malerin Olga Fialka, älterer Bruder des Bildhauers Béni Ferenczy und dessen Zwillingsschwester, der Bildwirkerin Noémi Ferenczy.
Nach dem Schulbesuch in Nagybánya wurde er in der Freischule der dortigen Künstlerkolonie ausgebildet. Er studierte 1903 an der Akademie der Bildenden Künste München, und 1904/05 war er Privatschüler bei Lovis Corinth in Berlin. 1905/06 hielt er sich in Paris an der Académie Julian und der Académie Colarossi auf. 1911/12 studierte er an der  Hochschule der Bildenden Künste in Budapest. Dort stellte er gemeinsam mit seinem Vater in der Künstlergesellschaft MIÉNK aus. Seine Ausbildung als Radierer erhielt er 1913 bei Orville Houghton Peets in Paris, womit er sich technisch vom malerischen Einfluss des Vaters zu lösen versuchte.
Er lebte bis 1927 im nunmehr rumänischen Nagybánya und ging dann nach Budapest. Ferenczy popularisierte die Radier-Technik durch Schriften und Vorträge. Für Radierungen und ein Selbstbildnis erhielt er 1929 auf der Weltausstellung 1929 in Barcelona eine Silbermedaille. Seine Biografie des Vaters erhielt 1935 den Baumgarten-Preis. Er überlebte die Judenverfolgung während der deutschen Besetzung Ungarns 1944.
In Szentendre wurde 1951 das Károly-Ferenczy-Museum eingerichtet, das neben Werken des Vaters und der Mutter auch Werke Valérs und seiner zwei Geschwister zeigt sowie die Nachlässe verwahrt.

## Schriften / Ausstellungen (Auswahl)
- Ferenczy Valér: Ferenczy Károly. Budapest 1925.
- Ferenczy Valér: Ferenczy Károly. Életrajzi regény, Budapest 1934.
- István Genthon: Die Familie Ferenczy. Ausstellung im Burgschloss Buda. Magyar Nemzeti Galéria, Budapest 1968.